# Playa Blanca

Gesamtansicht gesehen von der Montaña Roja

Playa Blanca (deutsch Weißer Strand) ist ein Touristenzentrum im Süden der zu Spanien gehörigen Kanareninsel Lanzarote. Es untersteht der Gemeinde Yaiza, 2023 lebten in dem Ort 2.515 Einwohner.

## Geschichte
Bis vor 50 Jahren war die Südküste von Lanzarote so gut wie unbesiedelt. Lediglich nordöstlich des heutigen Ferienzentrums gab es in der Rubicón-Ebene eine kleine Siedlung, die Anfang des 15. Jahrhunderts während der Eroberung der Insel eine gewisse Bedeutung hatte. Einige wenige Siedlungsspuren finden sich noch an den Papagayo-Stränden, der dortige Weiler wurde Mitte des 20. Jahrhunderts verlassen.

## Ortsbild

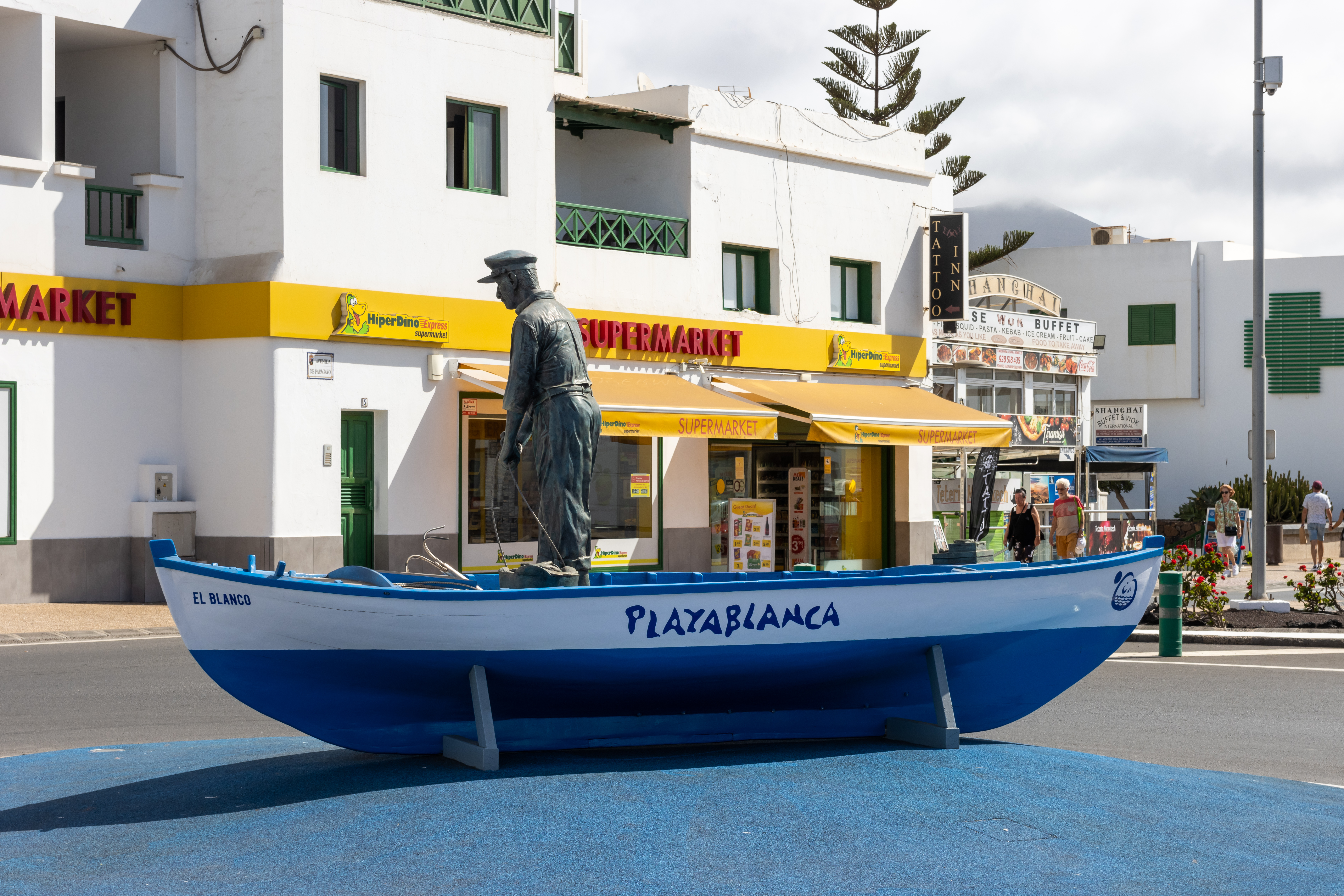
Fischerdenkmal im Zentrum

Playa Blanca ging aus einem ehemaligen kleinen Fischerdorf hervor, von dem heute so gut wie nichts mehr zu sehen ist. Die seit den 1980er Jahren errichteten touristischen Bauten sind oft in sich geschlossene Anlagen ohne viel Atmosphäre. Als urbanes Zentrum fungiert die sogenannte Old Town, sie besteht vornehmlich aus zwei von Lokalen und Geschäften gesäumten Straßenzügen.
Neue Wege versuchte man mit der Siedlung Marina Rubicón zwei Kilometer östlich des Ortszentrums zu gehen. Dort entstand in den 1990er Jahren neben einem neuen Yachthafen ein einem kanarischen Dorf nachempfundenes Viertel für den gehobenen Tourismus.

## Verkehr
Von der 37 Kilometer entfernten Hauptstadt Arrecife und dem Flughafen Lanzarote verbindet eine Schnellstraße mit Playa Blanca. Der Ort ist gut ans öffentliche Busnetz angeschlossen.
Vom Fährhafen aus gibt es täglich Verbindungen der Reedereien Fred. Olsen Express und Naviera Armas nach Corralejo auf der Nachbarinsel Fuerteventura. Die Überfahrt dauert etwa eine halbe Stunde.
Als Yachthafen fungiert Puerto Marina Rubicón etwa zwei Kilometer östlich vom Fährhafen.

## Sehenswürdigkeiten
Der von zahlreichen Restaurants und Bars sowie etlichen Geschäften gesäumte autofreie Paseo Marítimo (Küstenpromenade) erlaubt einen weiten Ausblick hinüber auf die Nachbarinsel Fuerteventura. Nach Osten kann man auf der Promenade zum Yachthafen Marina Rubicón spazieren. Hier finden sich weitere Lokale und Freizeiteinrichtungen.
Oberhalb von Marina Rubicón steht weithin sichtbar auf einem Kap das Castillo de las Coloradas. Von dem 1742 errichteten Wehrturm wurde einst die Meerenge zwischen Lanzarote und Fuerteventura überwacht.

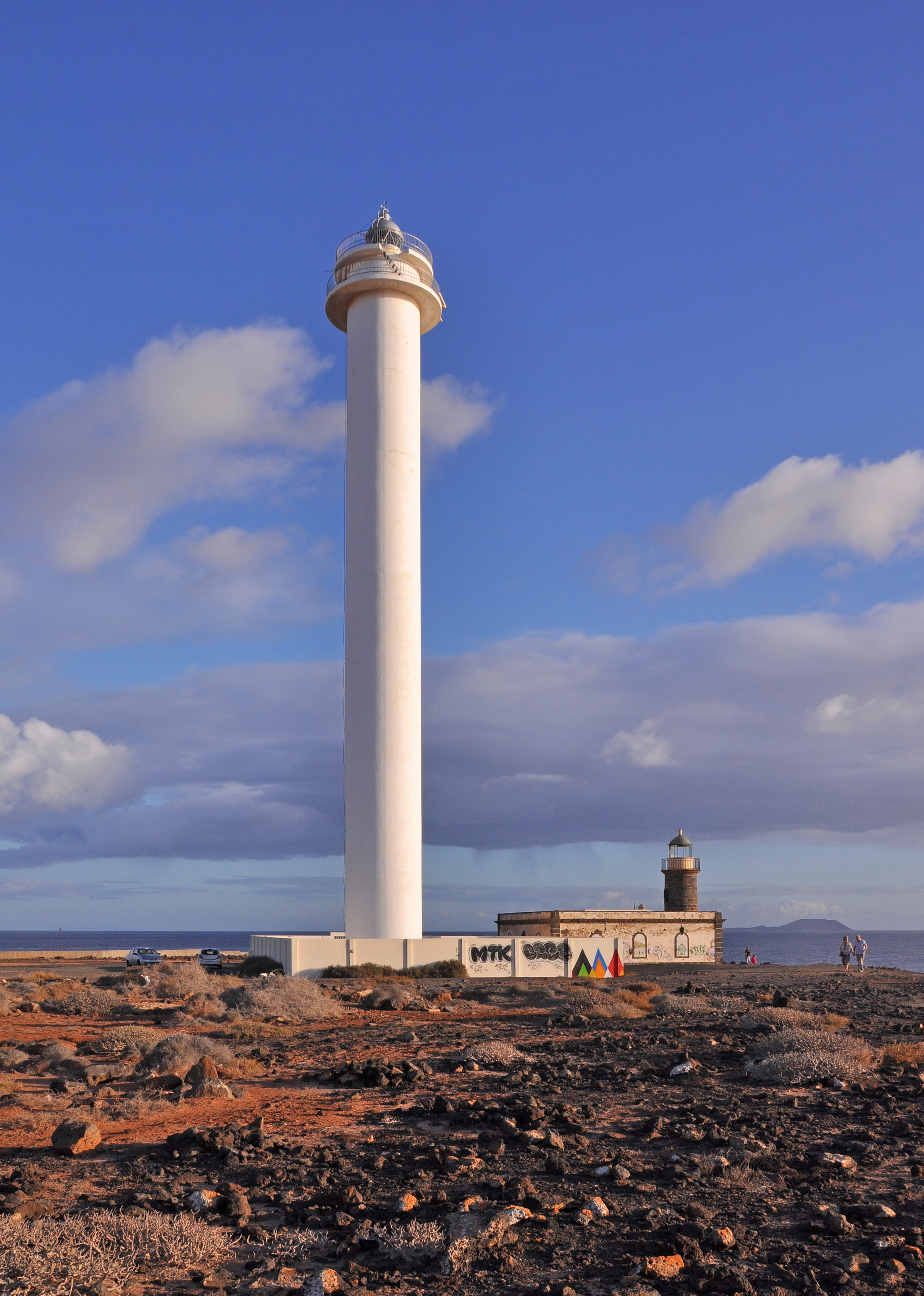
Faro de Pechiguera

Drei Kilometer westlich vom Fährhafen kommt man zum alten, 1936 errichteten Fischerleuchtturm Faro de Punta Pechiguera. Dieser markiert den südwestlichsten Punkt Lanzarotes. Direkt daneben erbaute man 1986 einen neuen, höheren Leuchtturm.

## Strände

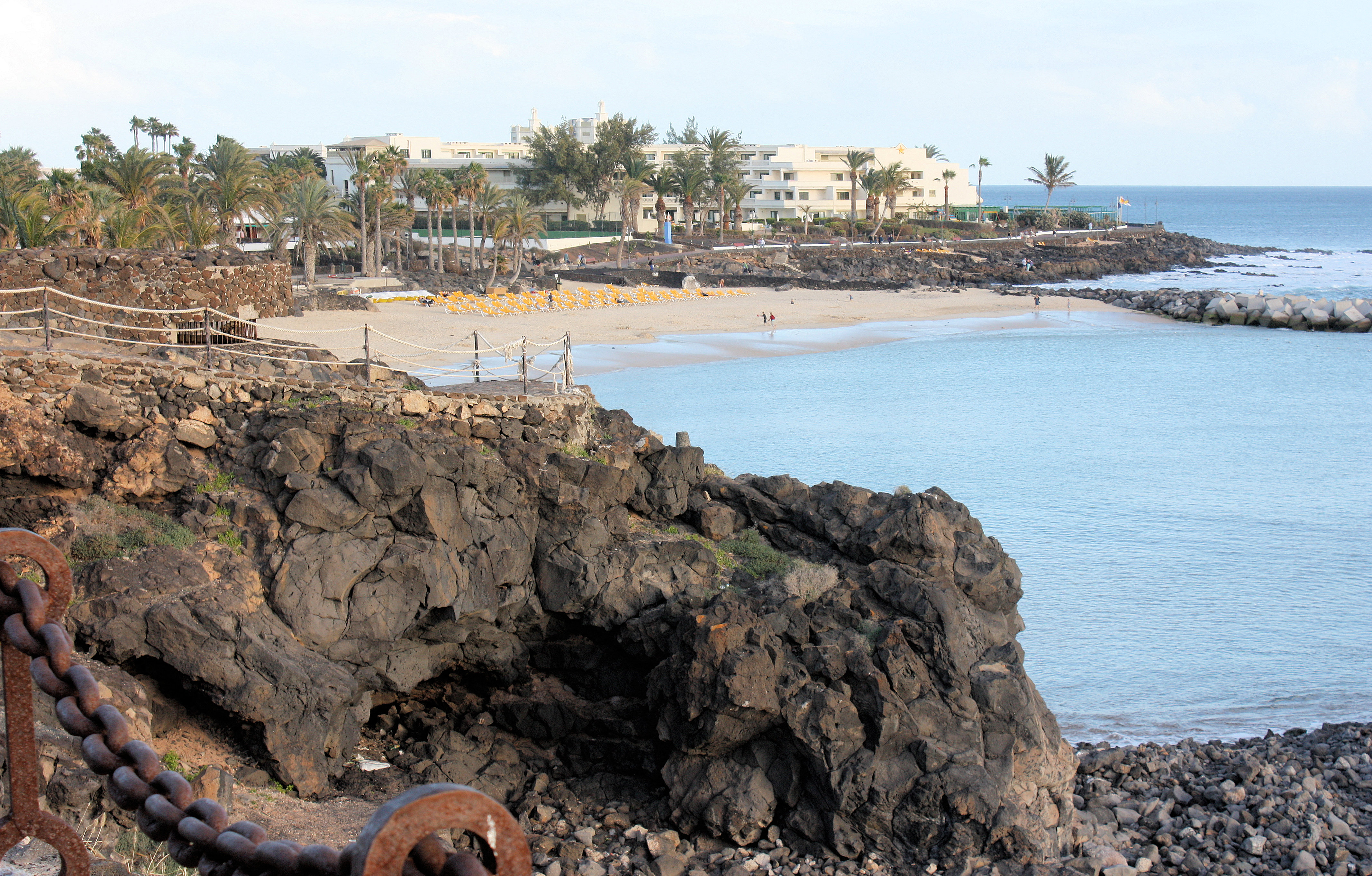
Playa Flamingo

Die schmale Playa Blanca im Zentrum des Ortes diente als Namensgeber für den Ort. Künstlich aufgeschüttet und vor der Brandung durch Molen geschützt sind westlich davon die Playa Flamingo und die östlich vom Ortsstrand gelegene Playa Dorada. Ein weiterer Strand ist Playa de las Coloradas (auch Playa de Afe) am östlichen Rand des Ferienzentrums.
Hauptanziehungspunkt sind die von der Ortsmitte knapp zehn Kilometer entfernten Papagayo-Strände. Sie können auf einer kostenpflichtigen Piste, mit einem Bootstaxi oder auf einem Küstenpfad erreicht werden.

## Montaña Roja

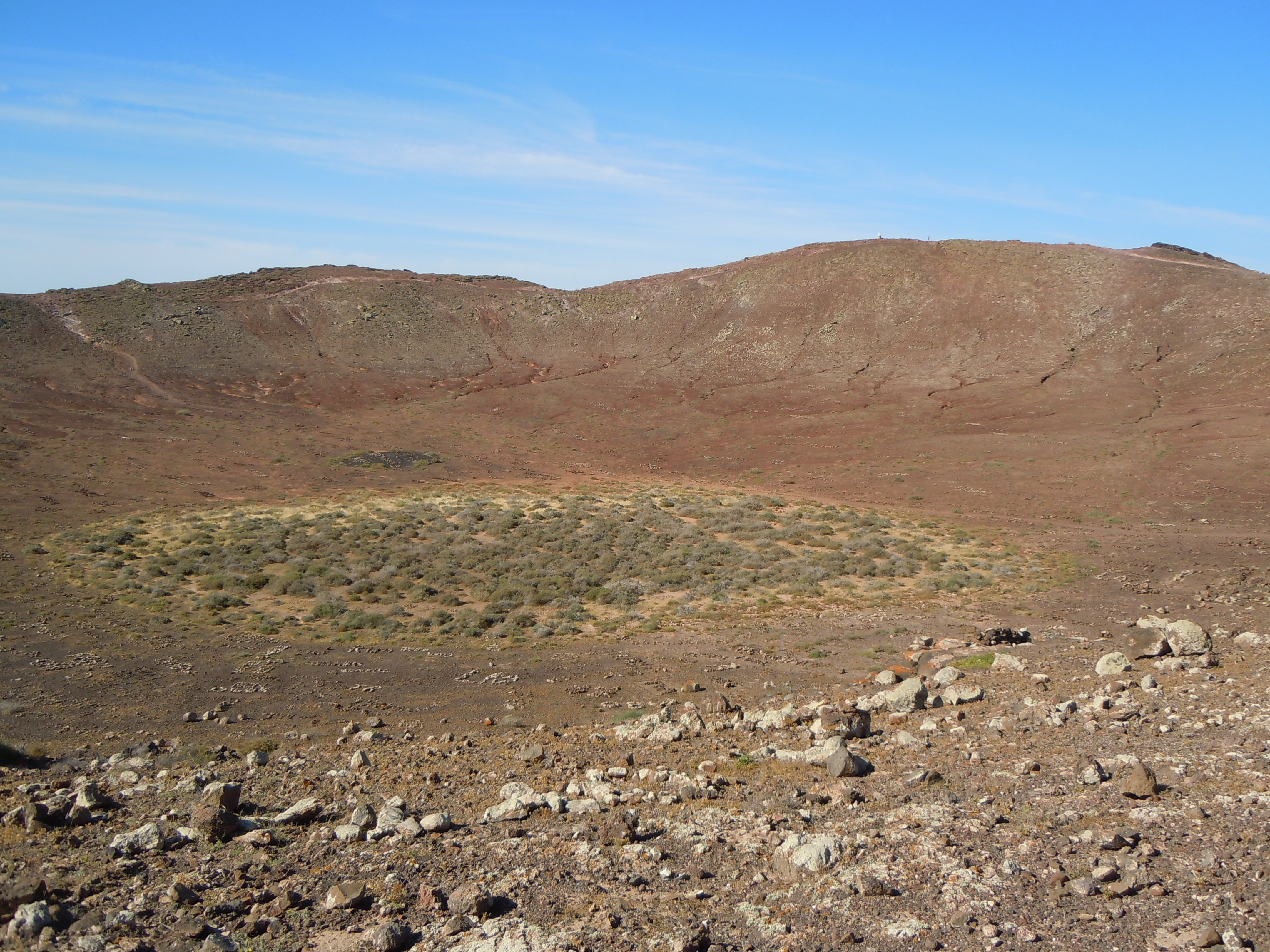
Kratergrund der Montaña Roja

Der Ferienort wird von der 197 Meter (nach anderer Quelle 198 Meter) hohen Montaña Roja überragt, die ihren Namen der rötlichen Farbe verdankt. Der Vulkan kann auf einer kurzen Wanderung bestiegen und auf dem Kraterrand umrundet werden. Der erloschene Vulkan hat eine Flächenausdehnung von rund 1,5 Quadratkilometern, seine Flanken sind mehr als zur Hälfte mit Wohnanlagen bebaut.

## Trivia
Eine Kuriosität findet man zwischen dem Ortsstrand im Zentrum und der Playa Dorada, den "Löffel im Beton". Hierbei handelt es sich um einen gewöhnlichen Suppenlöffel, der zum Teil in einer Waschbetonplatte der Strandpromenade zu sehen ist und den wahrscheinlich ein Arbeiter bei der Produktion verloren hat. Der unscheinbare Löffel fand zahlreiche Erwähnungen wie in Google Maps oder Tripadvisor. Besonders bei englischen Touristen ist das Suchen und Finden des "Spoon in Concret" eine beliebte Aktivität in Playa Blanca.